# Katsuyama (Fukuoka)
Katsuyama (jap. 勝山町, -machi, wörtlich: Siegesberg) war eine Stadt im Miyako-gun der japanischen Präfektur Fukuoka.

## Geschichte
Katsuyama entstand am 1. März 1955 aus dem Zusammenschluss der Mura Isayama (諫山村, -mura), Kubo (久保村, -mura) und Kuroda (黒田村, -mura).
Am 20. März 2006 schloss sie sich mit Saigawa und Toyotsu zur neuen Machi Miyako zusammen.

## Verkehr
Durch Katsuyama verläuft die Nationalstraße 201 nach Fukuoka oder Kanda.

## Bildung
In Katsuyama befinden sich die Grundschulen Isayama, Kubo und Kuroda, sowie die Mittelschule Katsuyama.

## Söhne und Töchter der Stadt
- Yoshida Masuzō (吉田 増蔵, Gelehrter)